# Miarogonalia chevrolatii
Miarogonalia chevrolatii är en insektsart som beskrevs av Victor Antoine Signoret 1855. Miarogonalia chevrolatii ingår i släktet Miarogonalia och familjen dvärgstritar. Inga underarter finns listade i Catalogue of Life.